# Mistrzostwa Polski w kolarstwie przełajowym 1934
Mistrzostwa Polski w kolarstwie przełajowym 1934 odbyły się we Łodzi.

## Wyniki
- Franciszek Kiełbasa (AKS Warszawa)[1]
- Jerzy Lipiński (Skoda Warszawa)
- Feliks Więcek (Resursa Łódź)